# Judi Dench

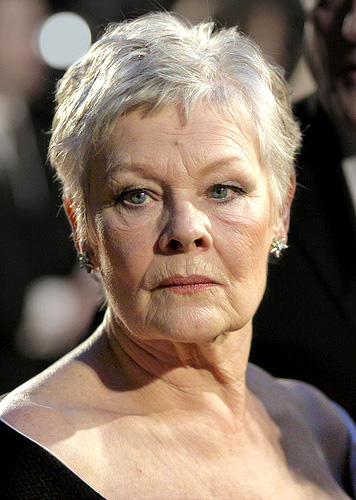
Judi Dench bei den British Academy Film Awards 2007

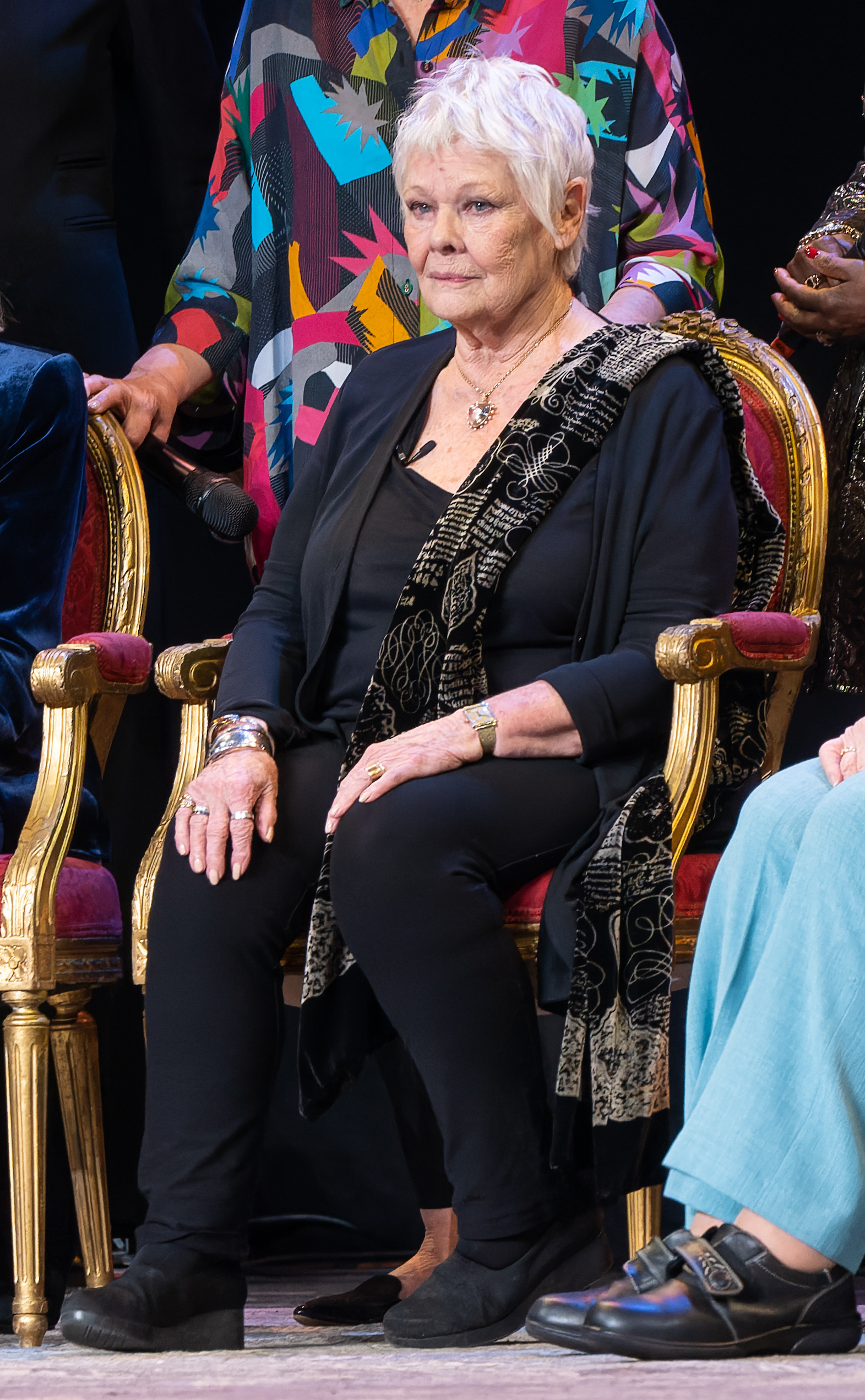
Judi Dench, 2023

Dame Judith „Judi“ Olivia Dench, CH, DBE, FRSA (* 9. Dezember 1934 in York, North Yorkshire, England), ist eine britische Schauspielerin. Sie wirkte in zahlreichen Shakespeare-Inszenierungen mit und war Ensemblemitglied der Royal Shakespeare Company. In den James-Bond-Verfilmungen von GoldenEye (1995) bis Spectre (2015) war Dench in der Rolle der „M“ zu sehen. Darüber hinaus wurde sie achtmal für den Oscar nominiert, darunter fünfmal für die beste Hauptdarstellerin (1998 für Ihre Majestät Mrs. Brown, 2002 für Iris, 2006 für Lady Henderson präsentiert, 2007 für Tagebuch eines Skandals und 2014 für Philomena) und gewann 1999 einen Oscar für die beste Nebendarstellerin für ihre Darstellung Elisabeths I. in Shakespeare in Love. 2016 wurde sie mit einem Laurence Olivier Award für ihre Rolle der Paulina in Shakespeares Ein Wintermärchen im Garrick Theatre geehrt. Es war ihre insgesamt achte Auszeichnung mit diesem Preis, was zuvor noch keinem Schauspieler gelungen war.

## Privatleben
In York geboren, wuchs Judi Dench als jüngstes Kind mit vier Geschwistern in Tyldesley, Greater Manchester, auf. Ihr Vater, Reginald Arthur Dench († 1964), war als Arzt für das örtliche Theater tätig. Auch ihr älterer Bruder war Schauspieler. Ihre Mutter, Eleanora Olive Jones, stammte aus Dublin. Judi Dench wurde als Quäkerin streng religiös erzogen; ihr Glaube ist nach ihren eigenen Worten auch heute noch essenziell für sie.
Judi Dench war seit dem 5. Februar 1971 mit dem Schauspieler Michael Williams verheiratet, der 2001 starb. Die gemeinsame Tochter, Tara (genannt Finty Williams), wurde am 24. September 1972 geboren und trat später in die Fußstapfen ihrer Eltern.
Im Februar 2012 erklärte Dench in einem Interview, dass sie an einer Makuladegeneration leide, aber ihr Augenlicht nicht verliere. Im Januar 2025 wurde berichtet, dass sie inzwischen sehr viel Sehkraft verloren habe. Daher sei sie öfters auf fremde Hilfe angewiesen.

## Karriere

### Theater

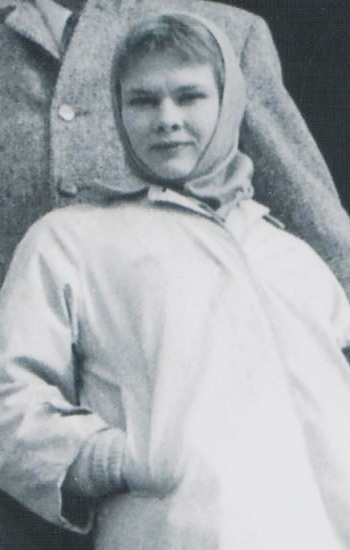
Judi Dench in Belgrad (1959)

Dench ist eine vielfach ausgezeichnete Theaterschauspielerin. Sie wurde an der Central School of Speech and Drama in London ausgebildet und spielte anschließend am Old Vic Theatre. Sie ging mit der Royal Shakespeare Company in den Vereinigten Staaten, Kanada und Europa auf Tournee. Ihre Darstellung der Julia in einer Produktion von Romeo und Julia am Old Vic brachte ihr im Alter von 25 Jahren den Durchbruch. Auf der Bühne war sie hauptsächlich in klassischen Stücken zu sehen, zum Beispiel als Ophelia in Hamlet, in der Komödie Maß für Maß oder dem Drama Heinrich V.
1968 erhielt sie als Sally Bowles bei der britischen Erstaufführung des Musicals Cabaret verschiedene Theaterpreise. Mitte der 1970er Jahre stellte sie ihr komisches Talent in Shakespeares Die Komödie der Irrungen und Viel Lärm um nichts unter Beweis.
Dench sollte eigentlich 1981 die Grizabella in der Uraufführung von Andrew Lloyd Webbers Musical Cats spielen, musste die Rolle jedoch aufgrund einer Verletzung Elaine Paige überlassen.
Für ihr Regiedebüt arbeitete sie mit der Renaissance Theatre Company zusammen und inszenierte für die Spielzeit 1988 Viel Lärm um Nichts mit Kenneth Branagh und Samantha Bond in den Hauptrollen. Es folgten weitere Regiearbeiten wie Macbeth an der Central School of Speech and Drama und Romeo und Julia.
Obwohl die Schauspielerin auch mit Film- und Fernsehauftritten sehr erfolgreich ist, steht sie weiterhin regelmäßig auf der Bühne. In der Spielzeit 2009 war sie im Wyndham’s Theatre in einer Produktion von Mishima Yukios Madame De Sade zu sehen. 2010 wurde sie in einer Umfrage des britischen Branchenmagazins The Stage auf Platz eins der „besten britischen Theaterschauspieler aller Zeiten“ gewählt.

### Fernsehen
Seit den 1960er Jahren ist Dench wiederholt im Fernsehen aufgetreten. Meist handelte es sich dabei um Shakespeare- oder andere Literaturverfilmungen. Ihre Präsenz in diesen Produktionen brachte ihr vielfach das Lob der Kritik und mehrmals den BAFTA Television Award ein. Darüber hinaus trat sie über Jahre in den Fernsehserien A Fine Romance (1981–1984) und As Time Goes By (1992–2004) auf.

### Film
Dench gab 1964 ihr Kinodebüt in dem Film The Third Secret. Seither war sie regelmäßig neben ihrer Arbeit am Theater auch in Kino- und Fernsehfilmen zu sehen. 1968 spielte sie in einer Verfilmung von Ein Sommernachtstraum die Titania, die sie bereits auf der Bühne dargestellt hatte. 1974 verkörperte sie im Film Luther dessen Frau Katharina von Bora. Für ihre Rolle in der Verfilmung von E. M. Forsters Roman Zimmer mit Aussicht wurde Dench 1987, wie auch ihre Kollegin Maggie Smith, mit dem British Academy Film Award ausgezeichnet. Es folgten weitere Literaturverfilmungen wie Henry V. oder Hamlet.
In der James-Bond-Reihe spielte Dench ab 1995 die Rolle der „M“. 2012 verkörperte sie in James Bond 007: Skyfall zum siebten und letzten Mal die Chefin des britischen Geheimdienstes MI6. Im selben Film wurde Ralph Fiennes als ihr Nachfolger eingeführt. Im Nachfolgefilm James Bond 007: Spectre (2015) hatte sie noch einen Kurzauftritt in einer Videobotschaft.
Für ihre Darstellung der Königin Victoria in Ihre Majestät Mrs. Brown war Dench 1998 für einen Oscar nominiert, unterlag bei der Verleihung jedoch Helen Hunt. Im darauffolgenden Jahr, bei der Oscarverleihung 1999, war sie mit ihrem siebenminütigen Auftritt als Elisabeth I. in Shakespeare in Love erfolgreich.
1999 stand die Schauspielerin mit ihrer Freundin Maggie Smith sowie mit Cher, Lily Tomlin und Joan Plowright für Franco Zeffirelli in Tee mit Mussolini vor der Kamera.
An der Seite von Johnny Depp und Juliette Binoche spielte sie in dem Film Chocolat – Ein kleiner Biss genügt eine Diabetikerin, die sich gegen den Rat ihrer Tochter die Zeit in der Chocolaterie vertreibt. Mit dem Regisseur des Films, Lasse Hallström, arbeitete sie 2001 in dem Drama Schiffsmeldungen erneut zusammen.
2004 spielte Dench abermals an der Seite von Maggie Smith in Der Duft von Lavendel. Der Film erhielt geteilte Kritiken, die Leistungen der beiden Hauptdarstellerinnen wurden positiv bewertet. Im selben Jahr war Judi Dench Synchronsprecherin für den Film Die Kühe sind los, die von ihr gesprochene Mrs. Caloway wurde in der deutschen Fassung von Christiane Hörbiger synchronisiert.
Für ihre Rolle der lesbischen Geschichtslehrerin Barbara Covett in Tagebuch eines Skandals wurde Dench für mehrere Filmpreise nominiert.
Die deutsche Synchronsprecherin von Judi Dench war bis Mitte 2013 Gisela Fritsch. Seit dem Tod Fritschs übernimmt Kerstin de Ahna die Synchronisation Denchs.
Die britische Modezeitschrift Vogue bildete Dench im Jahr 2020 auf ihrer Titelseite ab. Somit war die 85-Jährige das älteste Covergirl in der Geschichte der Zeitschrift.

## Auszeichnungen
- 1970: „Officer“ des Order of the British Empire, verliehen von Königin Elisabeth II.
- 1988: Dame Commander des Order of the British Empire
- 2005: Aufnahme in den Order of the Companions of Honour
- 2008: Europäischer Filmpreis für das Lebenswerk[12]
- 2008: Ehrendoktorwürde der University of St Andrews
- 2009: Mitglied der American Academy of Arts and Sciences
- 2011: Praemium Imperiale[13]
- 2017: Ehrendoktorwürde der Harvard University[14]
- 2018: Zurich Film Festival – Golden Icon Award[15]
- 2018: Festival Internacional de Cine de San Sebastián – Donostia Award

### Theater
- 1977: Laurence Olivier Award als „Beste Schauspielerin in einem Revival“ für Macbeth
- 1980: Evening Standard Award als „Beste Schauspielerin“ für Juno and the Paycock
- 1982: Evening Standard Award als „Beste Schauspielerin“ für The Importance of Being Earnest und A Kind of Alaska
- 1982: Critics’ Circle Theatre Award als „Beste Schauspielerin“ für The Importance of Being Earnest und A Kind of Alaska
- 1984: Laurence Olivier Award als „Beste Schauspielerin ein einem neuen Stück“ für Pack of Lies
- 1987: Critics’ Circle Theatre Award als „Beste Schauspielerin“ für Antony and Cleopatra
- 1987: Laurence Olivier Award als „Beste Schauspielerin“ für Antony and Cleopatra
- 1987: Evening Standard Award als „Beste Schauspielerin“ für Antony and Cleopatra
- 1996: Laurence Olivier Award als „Beste Schauspielerin in einem Musical oder einer Show“ für A Little Night Music
- 1996: Laurence Olivier Award als „Beste Schauspielerin“ für Absolute Hell
- 1997: Critics’ Circle Theatre Award als „Beste Schauspielerin“ für Amy’s View
- 1999: Tony Award als „Beste Hauptdarstellerin“ für Amy’s View
- 2004: Laurence Olivier Spezial-Preis für ihre Verdienste um das britische Theater
- 2015: Critics’ Circle Theatre Award als Shakespeare-Darstellerin in The Winter’s Tale
- 2016: Laurence Olivier Award für die Rolle der Paulina in The Winter’s Tale

### Film und Fernsehen
Oscar
- Auszeichnung

1999: Beste Nebendarstellerin (Shakespeare in Love)
- Nominierungen

1998: Beste Hauptdarstellerin (Ihre Majestät Mrs. Brown)
2001: Beste Nebendarstellerin (Chocolat – Ein kleiner Biss genügt)
2002: Beste Hauptdarstellerin (Iris)
2006: Beste Hauptdarstellerin (Lady Henderson präsentiert)
2007: Beste Hauptdarstellerin (Tagebuch eines Skandals)
2014: Beste Hauptdarstellerin (Philomena)
2022: Beste Nebendarstellerin (Belfast)
BAFTA Awards
- Auszeichnungen

1966: Meistversprechendes Nachwuchstalent in einer Filmhauptrolle (Die Vier Gerechten)
1968: Beste Fernsehschauspielerin (Talking to a Stranger)
1982: Beste Fernsehschauspielerin (A Fine Romance; BBC2 Playhouse: Going Gently; The Cherry Orchard)
1985: Beste Darbietung der Fernsehunterhaltung (A Fine Romance)
1987: Beste Nebendarstellerin (Zimmer mit Aussicht)
1998: Beste Hauptdarstellerin (Ihre Majestät Mrs. Brown)
1999: Beste Nebendarstellerin (Shakespeare in Love)
2001: Academy Fellowship
2001: Beste Fernsehschauspielerin (The Last of the Blonde Bombshells)
2002: Beste Hauptdarstellerin (Iris)
- Nominierungen

1980: Beste Fernsehschauspielerin (A Performance of Macbeth; BBC2 Play of the Week: On Giant’s Shoulders; A Village Wooing)
1983: Beste Darbietung der Fernsehunterhaltung (A Fine Romance)
1984: Beste Fernsehschauspielerin (Saigon: Year of the Cat)
1984: Beste Darbietung der Fernsehunterhaltung (A Fine Romance)
1986: Beste Nebendarstellerin (Wetherby)
1988: Beste Nebendarstellerin (Zwischen den Zeilen)
1989: Beste Nebendarstellerin (Eine Handvoll Staub)
1990: Beste Fernsehschauspielerin (Behaving Badly)
1998: Beste komödiantische Darbietung (As Time Goes By)
2001: Beste Nebendarstellerin (Chocolat – Ein kleiner Biss genügt)
2002: Beste Nebendarstellerin (Schiffsmeldungen)
2006: Beste Hauptdarstellerin (Lady Henderson präsentiert)
2007: Beste Hauptdarstellerin (Tagebuch eines Skandals)
2008: Beste Fernsehschauspielerin (Cranford)
2012: Beste Nebendarstellerin (My Week with Marilyn)
2013: Beste Nebendarstellerin (James Bond 007: Skyfall)
Golden Globe Award
- Auszeichnungen

1998: Beste Hauptdarstellerin – Drama (Ihre Majestät Mrs. Brown)
2001: Beste Hauptdarstellerin – Mini-Serie oder TV-Film (The Last of the Blonde Bombshells)
- Nominierungen

1999: Beste Nebendarstellerin – (Shakespeare in Love)
2001: Beste Nebendarstellerin – (Chocolat – Ein kleiner Biss genügt)
2002: Beste Hauptdarstellerin – Drama (Iris)
2006: Beste Hauptdarstellerin – Komödie oder Musical – (Lady Henderson präsentiert)
2007: Beste Hauptdarstellerin – Drama (Tagebuch eines Skandals)
2009: Beste Hauptdarstellerin – Mini-Serie oder TV-Film (Cranford)
2011: Beste Hauptdarstellerin – Mini-Serie oder TV-Film (Return to Cranford)
2013: Beste Hauptdarstellerin – Komödie/Musical (Best Exotic Marigold Hotel)
2014: Beste Hauptdarstellerin – Drama (Philomena)
2018: Beste Hauptdarstellerin – Komödie oder Musical (Victoria & Abdul)
Emmy
- Nominierungen

2001: Herausragende Hauptdarstellerin in einer Miniserie oder einem Film (The Last of the Blonde Bombshells)
2008: Herausragende Hauptdarstellerin in einer Miniserie oder einem Film (Cranford)
2010: Herausragende Hauptdarstellerin in einer Miniserie oder einem Film (Return to Cranford)
Goldene Himbeere
- Nominierung

2020: Schlechteste Nebendarstellerin (Cats)

## Engagements (Auswahl)

### Theater
- 1968: Cabaret – britische Uraufführung im Londoner Palace Theatre
- 1968: Ein Sommernachtstraum, Regie: Peter Hall
- 1976: Macbeth – Inszenierung der Royal Shakespeare Company in Stratford-upon-Avon, Regie: Trevor Nunn, mit Ian McKellen
- 1980: People in Love mit John Stride in Vienna’s English Theatre
- 2002: Breath of Life – von David Hare am Haymarket Theatre mit Dame Maggie Smith
- 2009: Madame De Sade – Inszenierung am Wyndham’s Theatre
- 2013: Peter and Alice – von John Logan am Noel Coward Theatre, Regie: Michael Grandage, mit Ben Whishaw
- 2015–2016: The Winter’s Tale – von William Shakespeare am Kenneth Branagh Theatre Company, Regie: Kenneth Branagh, mit Kenneth Branagh

### Film und Fernsehen
- 1965: Sherlock Holmes’ größter Fall (A Study in Terror)
- 1965: Tod am Morgen (Four in the Morning)
- 1974: Luther
- 1974: Eine todsichere Sache (Dead Cert)
- 1983: Saigon: Year of the Cat (Fernsehfilm)
- 1985: Wetherby, Regie: David Hare
- 1985: Zimmer mit Aussicht (A Room with a View)
- 1987: Zwischen den Zeilen (84 Charing Cross Road)
- 1988: Eine Handvoll Staub (A Handful of Dust)
- 1989: Henry V. (Henry V)
- 1991: Absolute Hell (Fernsehfilm)
- 1995: Jack und Sarah – Daddy im Alleingang (Jack & Sarah)
- 1995: James Bond 007 – GoldenEye (GoldenEye)
- 1995–2005: As Time Goes By (Fernsehserie)
- 1996: Hamlet
- 1997: Ihre Majestät Mrs. Brown (Mrs Brown)
- 1997: James Bond 007 – Der Morgen stirbt nie (Tomorrow Never Dies)
- 1998: Shakespeare in Love
- 1999: Tee mit Mussolini (Tea with Mussolini)
- 1999: James Bond 007 – Die Welt ist nicht genug (The World Is Not Enough)
- 2000: Chocolat – Ein kleiner Biss genügt (Chocolat)
- 2000: Die legendären blonden Bombshells (The Last Of The Blonde Bombshells)
- 2001: Iris
- 2001: Schiffsmeldungen (The Shipping News)
- 2002: Ernst sein ist alles (The Importance of Being Earnest)
- 2002: James Bond 007 – Stirb an einem anderen Tag (Die Another Day)
- 2004: Riddick: Chroniken eines Kriegers (The Chronicles of Riddick)
- 2004: Der Duft von Lavendel (Ladies in Lavender)
- 2004: Die Kühe sind los (Home on the Range)
- 2005: Lady Henderson präsentiert (Mrs. Henderson Presents)
- 2005: Stolz und Vorurteil (Pride & Prejudice)
- 2006: James Bond 007: Casino Royale (Casino Royale)
- 2006: Tagebuch eines Skandals (Notes on a Scandal)
- 2007, 2009: Cranford (Fernsehserie, 7 Episoden)
- 2008: James Bond 007: Ein Quantum Trost (Quantum of Solace)
- 2009: Rage
- 2009: Nine
- 2011: Jane Eyre
- 2011: My Week with Marilyn
- 2011: Pirates of the Caribbean – Fremde Gezeiten (Pirates Of The Caribbean – On Stranger Tides)
- 2011: J. Edgar
- 2011: Best Exotic Marigold Hotel (The Best Exotic Marigold Hotel)
- 2012: James Bond 007: Skyfall (Skyfall)
- 2013: Philomena
- 2013: Vicious (Fernsehserie, Episode 1x06, Stimme als sie selbst)
- 2014: Mr. Hoppys Geheimnis (Roald Dahl’s Esio Trot)
- 2015: The Vote (Fernsehfilm)
- 2015: Best Exotic Marigold Hotel 2 (The Second Best Exotic Marigold Hotel)
- 2015: James Bond 007: Spectre (Spectre)
- 2016: Die Insel der besonderen Kinder (Miss Peregrine’s Home for Peculiar Children)
- 2017: Tulpenfieber (Tulip Fever)
- 2017: Victoria & Abdul
- 2017: Mord im Orient Express (Murder on the Orient Express)
- 2018: Geheimnis eines Lebens (Red Joan)
- 2018: All Is True
- 2018: Tea with the Dames – Ein unvergesslicher Nachmittag (Nothing Like a Dame, Dokumentation)
- 2019: Cats
- 2020: Artemis Fowl
- 2020: Six Minutes to Midnight
- 2020: Da scheiden sich die Geister (Blithe Spirit)
- 2021: Off the Rails – Entgleist (Off the Rails)
- 2021: Belfast
- 2022: Quintessentially British (Dokumentation)
- 2022: Allelujah
- 2022: Spirited